# Hieracium leucoloma
Hieracium leucoloma es una especie de planta con flor del género Hieracium, de la familia Asteraceae, orden Asterales.

## Distribución
Hieracium leucoloma se distribuye por Noruega y Finlandia.

## Taxonomía
Fue descrita científicamente por Brenner.
Tratamiento taxonómico
La especie aparece registrada en una sección de la publicación Acta Soc. Fauna Fl. Fenn.